# ليو بارنهورست
ليو بارنهورست (بالإنجليزية: Leo Barnhorst)‏ مواليد 11 مايو 1924 - الوفاة 25 أغسطس 2000، كان لاعب كرة سلة أمريكي. بدأ مسيرته الاحترافية في سنة 1949. بلغ طوله 6 قدم 4 بوصة (1.9 م). اعتزل اللعب في 1954. شارك مرتين في مباراة كل النجوم.

## المسيرة الاحترافية
لعب مع شيكاغو ستايغس في موسم 1949–1950، ثم لعب مع بالتيمور باليتس في موسم 1953–1954، ثم لعب مع ديترويت بيستونز في سنة 1954.

## روابط خارجية
- ليو بارنهورست على موقع إن بي أي (الإنجليزية)
- ليو بارنهورست على موقع سبورتس رفرنس (الإنجليزية)
- ليو بارنهورست على موقع كلية كرة السلة في سبورتس رفرنس.كوم (الإنجليزية)
- ليو بارنهورست على موقع ريلجم (الإنجليزية)
- ليو بارنهورست على موقع بروبوليرز (الإنجليزية)